# Tumulus van Koninksem (Paardsweidestraat)
De tumulus van Koninksem aan de Paardsweidestraat of tumulus aan het Binnenveldje is een Gallo-Romeinse grafheuvel in Koninksem in de Belgische gemeente Tongeren. Ze ligt in de hoek van de Paardsweidestraat met de Koninksemstraat, niet ver van de Romeinse Kassei, een oude Romeinse heirbaan, de N69 geheten die van Tongeren richting Oerle voert. Bij de opgraving die in 1849 plaatsvond werd duidelijk dat de grafheuvel geplunderd was. De tumulus stamt uit de periode van de 1e tot 3e eeuw.
De tumulus werd in 1979 beschermd als monument.

## Bescherming en toestand
De tumulus is bedekt met gras en wordt niet actief geëxploiteerd, maar blijft goed zichtbaar in het landschap. Om erosie of schade te vermijden, is het betreden of beklimmen van de tumulus niet toegestaan. Hij is opgenomen in de inventaris van het Agentschap Onroerend Erfgoed als voorbeeld van een bewaarde Romeinse grafheuvel in de regio Tongeren.
De grafheuvel heeft een diameter van ongeveer 48 tot 54 meter en is enkele meters hoog. De heuvel werd op 7 september 1979 beschermd als monument en behoort tot het erkend bouwkundig en archeologisch erfgoed van Vlaanderen.

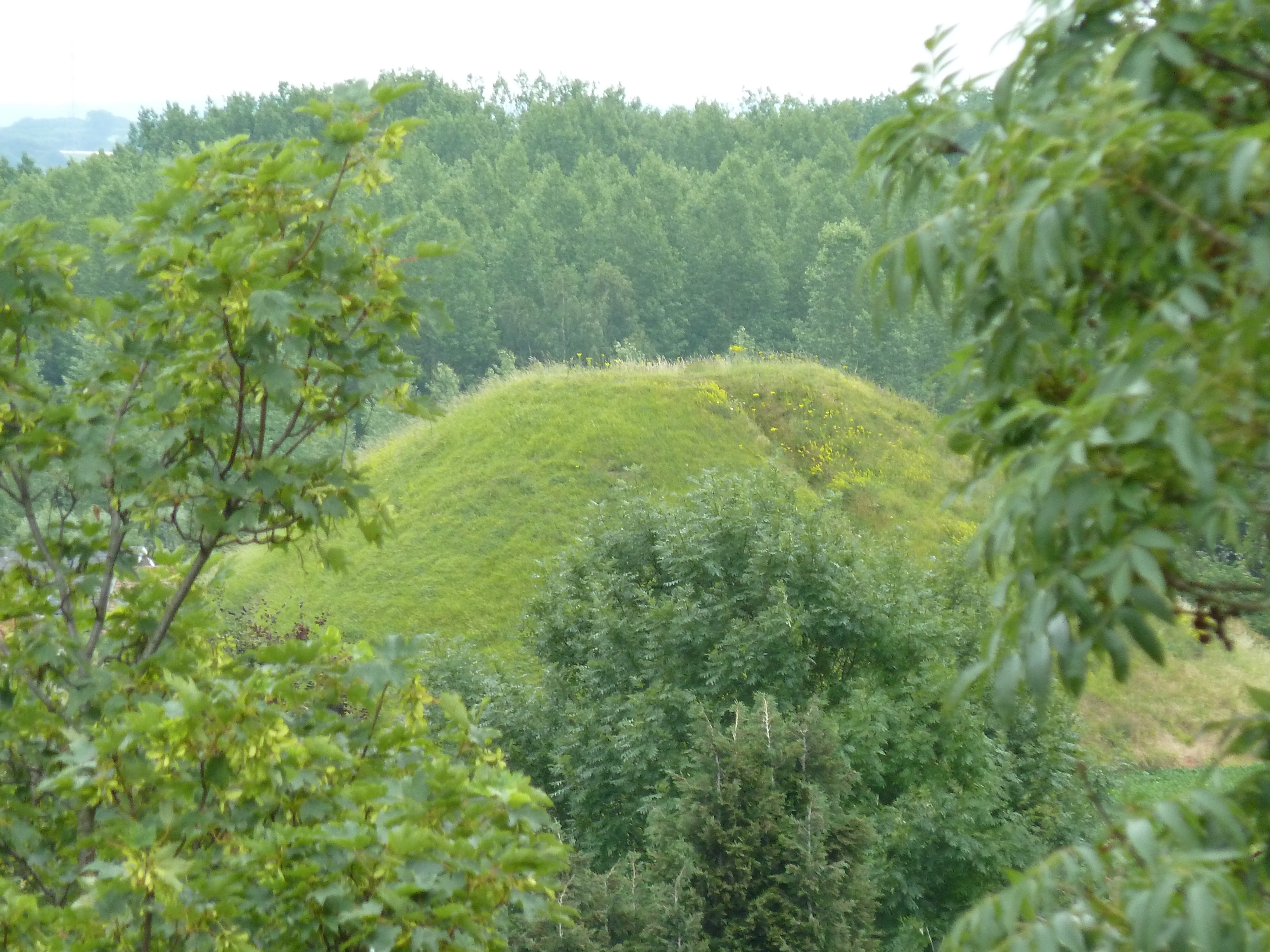
Gezien vanaf de andere tumulus
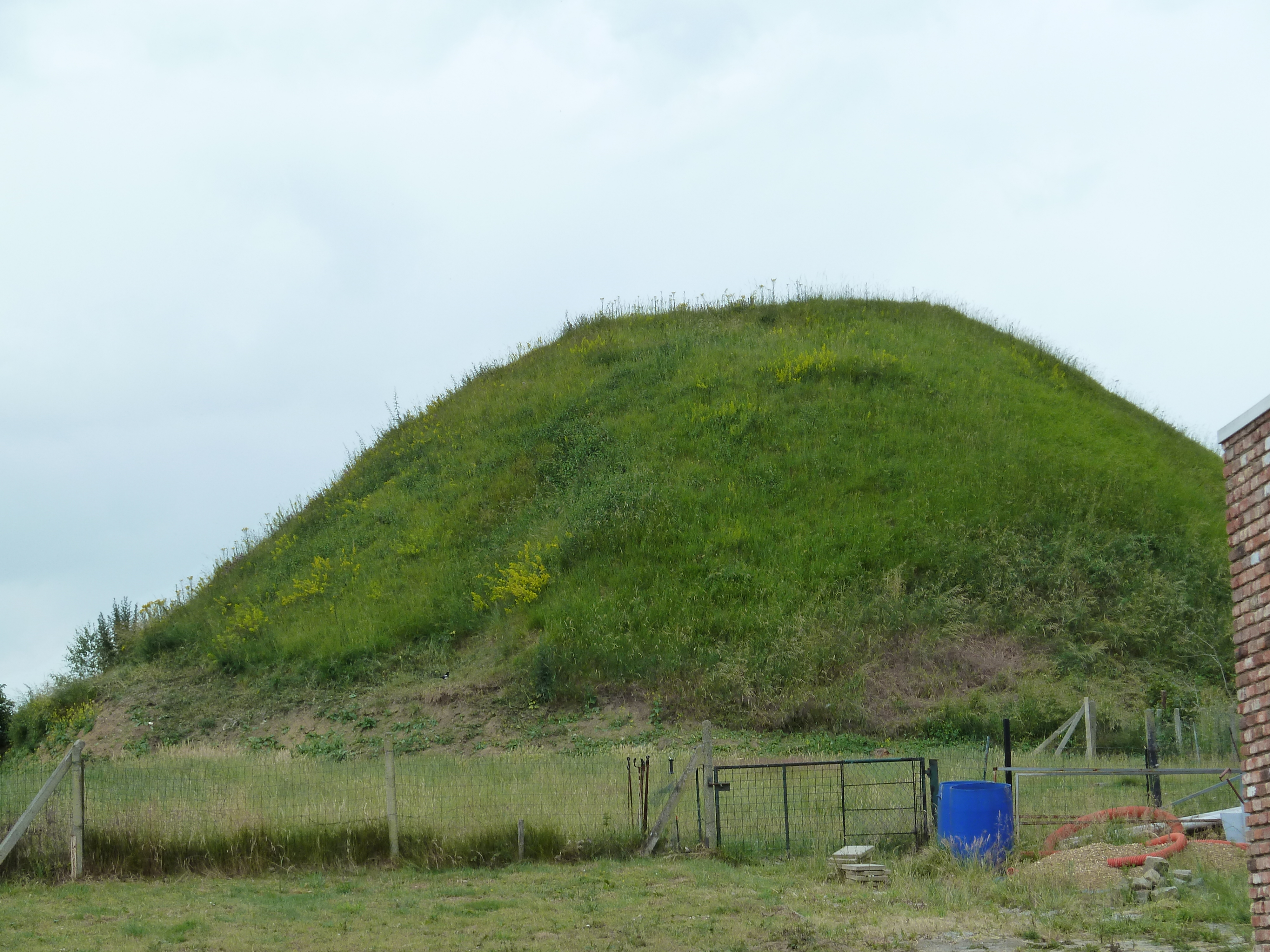
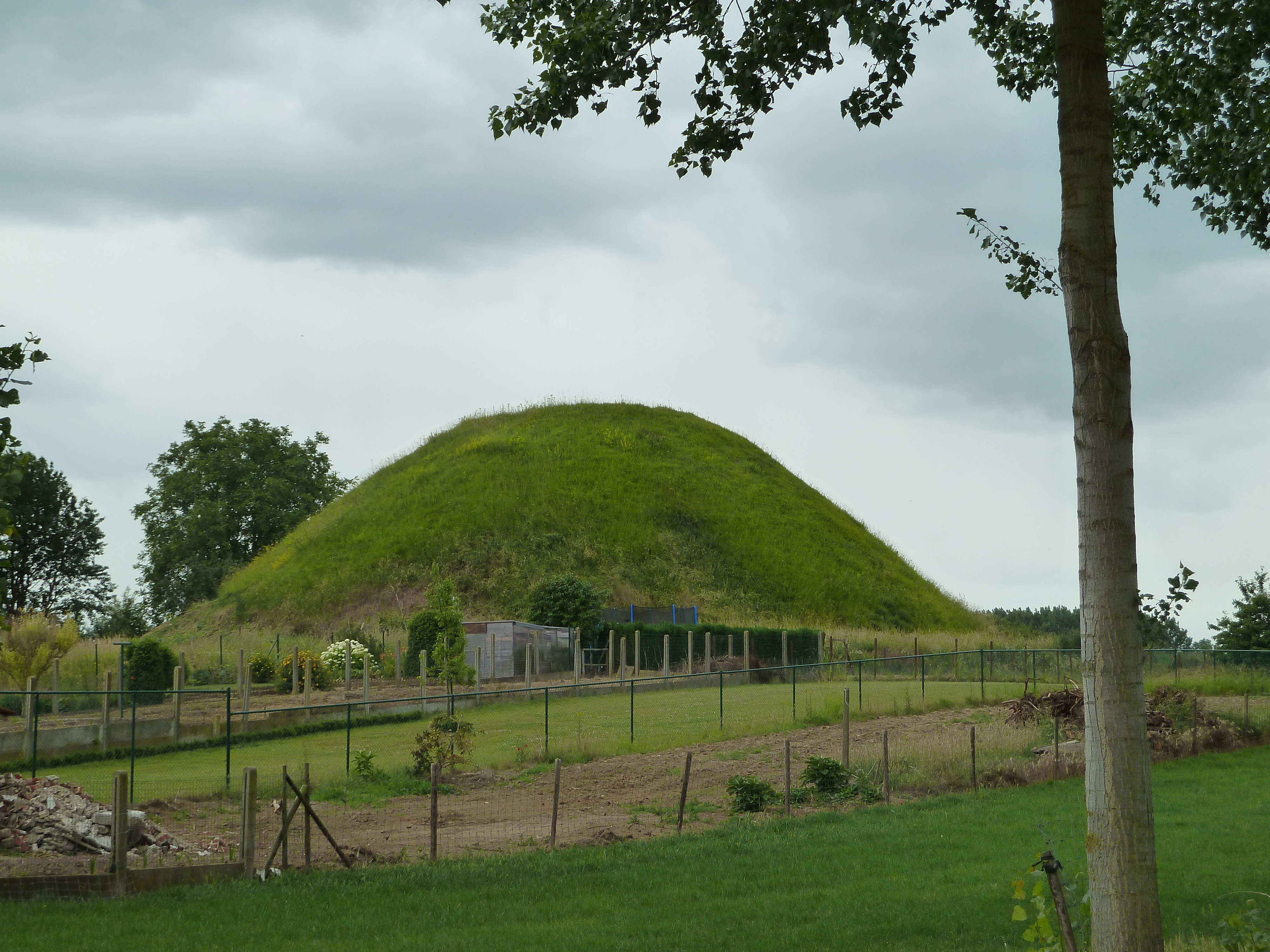